# ميراثية
الميراثية (بالإنجليزية: patrimonialism)‏ (وتلفظ: باتريمونالية)؛ هو شكل من أشكال الحكم تتدفق فيه كل صور السلطة عبر الحاكم. هذه الأنظمة في الغالب ما تكون أوتوقراطية أو أوليغاركية. يُعرف ماكس ويبر الميراثية بأنها شكل من أشكال الهيمنة التقليدية، بدايتها من هياكل الأسرة ولا سيما من سلطة الآباء. الأنظمة الملكية الوراثية وأشكال مماثلة من الحكم هي انعكاس للأبوية على مجموعة أوسع من العلاقات الاجتماعية، وبالتالي الميراثية تعني التعامل مع الدولة كامتداد طبيعي للعائلة.
غياب الدولة العقلانية والقانونية والبيروقراطية أيضا، هي أكبر معوقات التحديث والتطوير في الرأسمالية الحديثة. مع أطوار التحديث التي تمر بها المجتمعات، الأشكال البيروقراطية التقليدية للحكومة تمهد الطريق لنشوء البيروقراطية الرأسمالية كمبدأ رئيسي لشكل الحكومة ووسيلة الحكم. التخلص من الميراثية وفقا لفرانسيس فوكوياما، نقطة التحول الأكثر أهمية في التطور السياسي للمجتمعات.